# Valentin de Carbonnières
 Valentin De Carbonnières est un acteur français, né le 12 novembre 1984 à Nogent-sur-Marne (Val-de-Marne).

## Biographie
Valentin de Carbonnières, a étudié au Cours Florent avant d’intégrer le Conservatoire national supérieur d'art dramatique (CNSAD)  où il travaille avec des artistes renommés tels que Philippe Torreton, Christiane Cohendy, Michel Fau, Sandie Ouvrier.
Au cinéma, âgé de 20 ans, il tourne dans Pas sages écrit et réalisé par Lorraine Groleau et reçoit le prix Clap d’or des étudiants au Festival Paris Cinéma.
À la télévision, il est dirigé par des réalisateurs tels que Gérard Marx, Julien Zidi, Yves Renier, Adrien Parmentier et dernièrement par Pascale Pouzadoux dans L’amour presque parfait pour Netflix et France 2.
Du Théâtre du Rond-Point au Théâtre Édouard-VII en passant par le T2G Théâtre de Gennevilliers, Valentin travaille dans le théâtre public avec des metteurs en scène comme Yves Beaunesne, Mathieu Bertholet, Thomas Condemine et Astrid Bayiha, aussi bien que dans le secteur privé avec Bernard Murat, Richard Berry, Anne Bourgeois, Thomas Ledouarec, Anne Bouvier et dernièrement Johanna Boyer dans L’invention de nos vies de Karine Tuil.
Il est récompensé pour son rôle dans  Sept morts sur ordonnance par le Molière de la révélation théâtrale en 2019

## Filmographie

### Cinéma

#### Longs métrages
- 2004 : Pas sages de Francis Henriot
- 2015 : Flic tout simplement de Yves Rénier : Paul

#### Courts métrages
- 2005 : Jeanne de Coulommes de Fred Bargain :
- 2018 : Thymesis de Jordan Caudron : Alan (finaliste au Paris International Fantastic Film Festival)
- 2022 : Dans ses yeux de Adrien Parmentier (prix de la meilleure photographie au Nikon Film Festival en 2022)

### Télévision

#### Séries télévisées
- 2012 : Section de recherches, de Gérard Marx: Raphaël (épisode 79)
- 2014 : Trepalium, de Vincent Lannoo
- 2015 : RIS police scientifique, de Julien Zidi : François Courbesac
- 2021 : L'Amour (presque) parfait, de Pascale Pouzadoux : Kevin[4]
- 2024 : Meurtres au Puy-en-Velay de Laurence Katrian : Tim

## Théâtre

### Comédien
- 2002 : Le Langue-à-langue des chiens de roche, de  Daniel Danis, au Théâtre de l’Épée de Bois à la Cartoucherie du bois de Vincennes
- 2010 et 2011 : Case Study Houses de Mathieu Bertholet, au Théâtre du Grütli, Genève, et au Théâtre de Gennevilliers (T2G)
- 2010 et 2011 : L'avenir, seulement de Mathieu Bertholet, mise en scène Mathieu Bertholet au Théâtre du Grütli, Genève, et au Théâtre de Gennevilliers (T2G)
- 2012 : Pionniers à Ingolstadt de Marieluise Fleisser, au Théâtre de Gennevilliers et en tournée
- 2013 et 2014 : Nina  de André Roussin, mise en scène Bernard Murat, au  Théâtre Édouard-VII et en tournée
- 2014 et 2015 : Hétéro de Denis Lachaud, mise en scène Thomas Condemine, au Théâtre du Rond-Point
- 2016 : Du vent dans les branches de sassafras , de René de Obaldia mise en scène Bernard Murat, au  Théâtre Édouard-VII
- 2016, 2017 et 2018 : Le Portrait de Dorian Gray de Oscar Wilde, mise en scène Thomas Ledouarec, rôle de Dorian Gray, au  Théâtre du Lucernaire et à la Comédie des Champs-Elysées[5],[6]
- 2018 : Kamikase de Stéphane Guérin, mise en scène Anne Bouvier, au festival off d'Avignon, Théâtre La Luna
- 2019 : L’ordre des choses de Marc Fayet, mise en scène Richard Berry, en tournée
- 2019 : Sept morts sur ordonnance , mise en scène Anne Bourgeois, Molière 2019 de la Révélation Masculine pour le rôle de Bergue[7]
- 2018, 2019 et  2020 : Miss Nina Simone, de Gilles Leroy, mise en scène Anne Bouvier et Jina Djemba, Théâtre du Lucernaire ,Théâtre de l'Oeuvre et La Scène Parisienne[8],[9]
- 2020 : Transmission de Bill C. Davis, mise en scène Steve Suissa[10]
- 2021 : Je suis bizarre de et mise en scène Astrid Bayiha, au Lavoir Moderne Parisien
- 2022 et 2023 : L’invention de nos vies de Karine Tuil, mise en scène Johanna Boyer, en tournée et à Avignon[11]
- 2023 : M comme Médée de Astrid Bayiha, à  Tropiques Atrium, scène nationale de Martinique[12]
- 2024 : Les liaisons dangereuses de Pierre Choderlos de Laclos, mise en scène Arnaud Denis, avec Delphine Depardieu, à la Comédie des Champs-Élysées[13]

## Radio

### Comédien
- 2010 : Millenium de Stieg Larson, réalisation François Christophe et Christer Malm   sur France Culture
- 2011 : Hard Times de Studs Terkel, réalisation Marguerite Gateau  sur France Culture
- 2013 : Tristan et Iseut de François Christophe, sur France Inter
- 2014 : Nuit noire de Patrick Liegibel, sur France Inter
- 2015 : Au café de Geneviève Brisac, réalisation Pascal Deux sur France Culture
- 2015 : La guerre dans la peau de Michel Pommarede, réalisation Pascal Deux sur France Culture
- 2016 : De l'autre côté de l'enfer, de Noël Simsolo, réalisation Pascal Deux sur France Culture

## Distinctions

### Nominations
- 2019 : Molière de la révélation masculine, aux  Molières 2019, pour Sept morts sur ordonnance mis en scène par Anne Bourgeois[3]